# Havet (musikgrupp)
HAVET är en svensk musikgrupp som 2014 bildades av sångerskan & låtskrivaren Victoria Nilas, född 20 augusti 1994 i Karlstad. 2016 debuterade bandet med singeln "Såna som aldrig blir kära". Uppföljarsingeln "Fixa Dig" släpptes senare samma år där de kammade hem studentradiolistans första plats och adderades av P3. 2017 släppte HAVET sin debut-EP "Bipolär" där musiktidningen gaffa.se gav betyget 5 av 6.

## Diskografi

### Album
- 2017 - Bipolär EP (RMG)[2]
- 2018 - Du havet och jag EP (RMG)
- 2021 - ATLAS

### Singlar
- 2016 - Såna som aldrig blir kära (RMG)[3]
- 2016 - Fixa dig (RMG)[4]
- 2017 - Kyss bort allt det onda (RMG)[5]
- 2017 - Ingen & ingenting (RMG)[6]
- 2018 - Jag vill vara allt (RMG)
- 2020 - Tapetklister
- 2021 - Hjärtat
- 2021 - Joaquin Phoenix vill ta sitt liv

## Bandmedlemmar
- Sång - Victoria Nilas
- Gitarr / Synt - Edward Pancetti
- Gitarr - Tobias Olofsson
- Bas - Johan Köhler
- Trummor - Dennis Tufvasson